# Hyperthaema signatus
Hyperthaema signatus là một loài bướm đêm thuộc phân họ Arctiinae, họ Erebidae.